# Уолден, Гарольд
Гарольд Адриан Уолден (англ. Harold Adrian Walden; 10 октября 1887, Амбала, Британская Индия — 2 декабря 1955, Лидс, Уэст-Йоркшир) — британский футболист-любитель и актёр, олимпийский чемпион в составе сборной Великобритании (1912).

## Биография

### Игровая карьера и военная служба
Во время военной службы, которую проходил в Северной Ирландии играл за «Линфилд» и «Клифтонвилл». Уволившись из армии, присоединился к клубу «Галифакс Таун», за который играл два месяца.
Затем Уолден играл за «Брэдфорд Сити» и «Арсенал», к которому присоединился после окончания Первой мировой войны, во время которой он получил звание капитана.
В составе сборной Великобритании играл на ОИ-1912, где британцы завоевали золотые медали; в матче с со сборной Венгрии (7:0) Уолден забил 6 мячей, а всего за весь турнир у него было 9 голов.

### Карьера в музыке и кино
Завершив карьеру, Уолден и выступал в мюзик-холле, писал песни, среди которых «Only Me KnowsWhy», «Ronnie the Robin» и «Mother I’m a Soldier», а также сыграл роли в фильмах «Победный гол» (1920) и «Медовый месяц» (1948).

## Смерть
Скончался 2 декабря 1955 года в Лидсе в возрасте 68 лет от сердечного приступа; был похоронен на кладбище Киллингбек.